# Страна Лавкрафта (сериал)
«Страна Лавкрафта» (англ. Lovecraft Country) — американский телевизионный сериал в жанре ужасов с элементами драмы, разработанный Мишей Грин по мотивам одноименного романа Мэтта Раффа. Главные роли в нём сыграли Джёрни Смоллетт, Джонатан Мэйджорс, Онжаню Эллис, Кортни Б. Вэнс. Премьера состоялась 16 августа 2020 года на канале HBO, шоу было закрыто после первого сезона.

## Сюжет
Действие сериала происходит в Америке 1950-х годов. Главный герой — ветеран Корейской войны Аттикус Фриман, который отправляется в путешествие в поисках отца. В пути он сталкивается с расизмом и чудовищами.

## В ролях
В главных ролях
- Джёрни Смоллетт — Летиша «Лети» Льюис[2]
- Джонатан Мэйджорс — Аттикус «Тик» Фримен[2]
- Онжаню Эллис — Ипполита Фримен, тётя Аттикуса[2]
- Кортни Б. Вэнс — Джордж Фримен, дядя Аттикуса[2]
- Вунми Мосаку — Руби Батист, сводная сестры Лети[2]
- Эбби Ли — Кристина Брейтвайт, единственная дочь лидера секретного ордена «Сыны Адама»[2]
- Джейми Чон — Джи-Ах, студентка-медсестра
- Джада Харрис — Диана Фримен[2].
- Майкл Кеннет Уильямс — Монтроуз Фримен, отец Аттикуса[2]

Второстепенные роли
- Джейми Харрис — Юстас Хант, окружной шериф
- Джордан Патрик Смит — Уильям
- Джейми Нойманн — Хиллари
- Эрика Тазел — Дора Фримен
- Мак Брандт — Ланкастер
- Тони Голдуин — Сэмюэл Брейтвайт.

## Эпизоды
| №  | Название                                  | Режиссёр          | Телесценарий                                    | Дата премьеры    | Зрители США (млн) |
| -- | ----------------------------------------- | ----------------- | ----------------------------------------------- | ---------------- | ----------------- |
| 1  | «Закат» «Sundown»                         | Ян Деманж         | Миша Грин                                       | 16 августа 2020  | 0,760             |
| 2  | «Белый на Луне» «Whitey's on the Moon»    | Дэниел Сакхайм    | Миша Грин                                       | 23 августа 2020  | 0,867             |
| 3  | «Святой Дух» «Holy Ghost»                 | Дэниел Сакхайм    | Миша Грин                                       | 30 августа 2020  | 0,747             |
| 4  | «История насилия» «A History of Violence» | Виктория Махони   | Миша Грин Сюжет: Уэс Тейлор                     | 6 сентября 2020  | 0,630             |
| 5  | «Странное дело» «Strange Case»            | Шерил Дунье       | Миша Грин, Джонатан Кидд и Соня Уинтон-Одамттен | 13 сентября 2020 | 0,744             |
| 6  | «Встреть меня в Тэгу» «Meet Me in Daegu»  | Хелен Шейвер      | Миша Грин и Кевин Лау                           | 20 сентября 2020 | 0,737             |
| 7  | «Я есть.» «I Am.»                         | Шарлотта Зилинг   | Миша Грин и Шеннон Хьюстон                      | 27 сентября 2020 | 0,755             |
| 8  | «Джиг-а-бобо» «Jig-A-Bobo»                | Миша Грин         | Миша Грин и Иуома Офордайр                      | 4 октября 2020   | 0,627             |
| 9  | «Назад в 1921» «Rewind 1921»              | Джеффри Начманофф | Миша Грин, Джонатан Кидд и Соня Уинтон-Одамттен | 11 октября 2020  | 0,671             |
| 10 | «Полный круг» «Full Circle»               | Нельсон Маккормик | Миша Грин Сюжет: Миша Грин и Иуома Офордайр     | 18 октября 2020  | TBA               |

## Производство
16 мая 2017 года стало известно, что телеканал HBO заказал сериал по «Стране Лавкрафта» Мэтта Раффа. Исполнительными продюсерами стали Миша Грин, Джордан Пил, Дж. Дж. Абрамс и Бен Стивенсон. Кроме того, Грин должен был выступить в качестве шоураннера проекта и снять пилотный эпизод. Однако 5 марта 2018 года было объявлено, что режиссёром и исполнительным продюсером пилотного эпизода станет Ян Деманж.
В апреле 2018 года главную женскую роль в сериале получила Джёрни Смоллетт. В мае 2018 года к актёрскому коллективу присоединились Джонатан Мэйджорс (главная мужская роль) и Вунми Мосаку, в июне 2018 года — Онжаню Эллис, Элизабет Дебики, Кортни Б. Вэнс. В октябре 2018 года стало известно, что Майкл Кеннет Уильямс заменит Мэйджорса, в июне 2019 года Эбби Ли заменила Элизабет Дебики. Тогда же к проекту присоединились Джейми Нойманн, Эрика Тазел и Мак Брандт, а в июле 2019 года — Тони Голдвин.
Премьера сериала состоялась 16 августа 2020 года на канале HBO. Планировался второй сезон, для которого даже был написан сценарий, однако в июле 2021 года стало известно, что шоу закрыли.

## Восприятие
На сайте-агрегаторе отзывов Rotten Tomatoes «Страна Лавкрафта» получила рейтинг 88 % со средней оценкой 8,05 из 10. По мнению критиков сайта, это шоу «представляет собой захватывающий взгляд на лавкрафтовские предания». На Metacritic сериал получил средневзвешенную оценку 79 баллов из 100, что указывает на «в целом благоприятные отзывы».
Рецензент The A.V. Club Шеннон Миллер высоко оценил способность авторов шоу сбалансировать «проблематичные» политические взгляды Лавкрафта (речь о его расизме) с «признательностью за [его] беспрецедентное видение». Брайан Таллерико с RogerEbert.com, нашедший «Страну Лавкрафта» «удивительно занимательной», считает, что в сериале удалось «убрать в сторону слои американской истории и выявить системные проблемы, скрывающиеся за ними». Хьюго Рифкинд из The Times описал шоу как «жестокое и исполненное праведной ярости». Майкл Филлипс из Chicago Tribune высказал уверенность в том, что сериал «преуспевает там, где другие не преуспели», но при этои признал первые пять серий «неоднородными» с точки зрения качества. Майк Хейл из New York Times назвал работу Грина «безупречной… в использовании культурных метафор». Алек Дент в рецензии для The Dispatch высоко оценил успех авторов сериала в показе расизма с помощью «неожиданного жанра» и назвал «Страну Лавкрафта» хорошим напоминанием о том, что «истинное зло часто принимает обычное обличье».
Далеко не все рецензии были комплиментарными. По мнению Дэниела Д’Аддарио из Variety, «жестокость лавкрафтовского хоррора настолько экстремальна […], что даже самые злые порывы человечества кажутся недостаточным противовесом». Майя Филлипс из The New York Times раскритиковала сериал за использование исторических событий исключительно «для получения баллов за актуальность». Обозреватель Фильм.ру Вячеслав Шуравин назвал осмысление литературного первоисточника в сериале «беззубым»: сценаристы, по его словам, бессмысленно воспроизводят уже избитые сюжетные ходы, не привнося нового содержания, но при этом прямолинейно выпячивая проблематику расизма.
Рецензент Афиши.ру Станислав Зельвенский констатировал, что шоу «производит очень неровное впечатление. Есть отличные моменты, но при этом ежечасно один-два раза у „Страны“ словно глохнет мотор, и порой её даже некому подтолкнуть». Зельвенский признал большинство переходов «из реалистической драмы в паранормальную расчлененку и обратно» неудачными, саундтрек — слишком анахроничным и предсказуемым, увлечение авторов сериала «гражданской риторикой» чрезмерным. «Слишком часто происходящее на экране выглядит не шокирующе смелым и остроумным, а просто нелепым», — пишет он.